# Oroville (Kalifornija)
Oroville je grad u američkoj saveznoj državi Kalifornija. Prema popisu stanovništva iz 2010. u njemu je živjelo 15.546 stanovnika.